# مکس ژنو
مکس ژنو (به فرانسوی: Max Genève) نویسنده قرن بیستم میلادی اهل فرانسه است.